# Katalexe
De Katalexe (afgeleid van het Griekse κατάληξις, katálēxis, „vroegtijdig afbreken“) is een stijlfiguur in de dichtkunst.
Het is een van de kunstgrepen die een dichter gebruikt om het gedicht levendig te maken. In een katalektisch vers wordt de laatste versvoet of jambe opzettelijk korter gemaakt dan het metrum voorschrijft en de toehoorder verwacht. De poëzie van de oudheid was in de eerste plaats bedoeld om voor te dragen.
Bij een dactylus wordt door het weglaten van twee lettergrepen het weglaten van de twee onbeklemtoonde lettergrepen mogelijk.
Gedichten kunnen in katalektische en akatalektische verzen worden ingedeeld. In de laatste groep komt de kunstgreep van de katalexe niet voor. Wanneer het laatste woord van de versvoet meer lettergrepen heeft dan volgens het metrum nodig is spreekt men van een hyperkatalexe.  